# アシュトン・カーター
アシュトン・ボールドウィン・"アッシュ"・カーター（英語: Ashton Baldwin "Ash" Carter、1954年9月24日 - 2022年10月24日）は、アメリカ合衆国の政治家、物理学者。調達・技術・兵站担当国防次官、国防副長官、国防長官を歴任した。

## 来歴

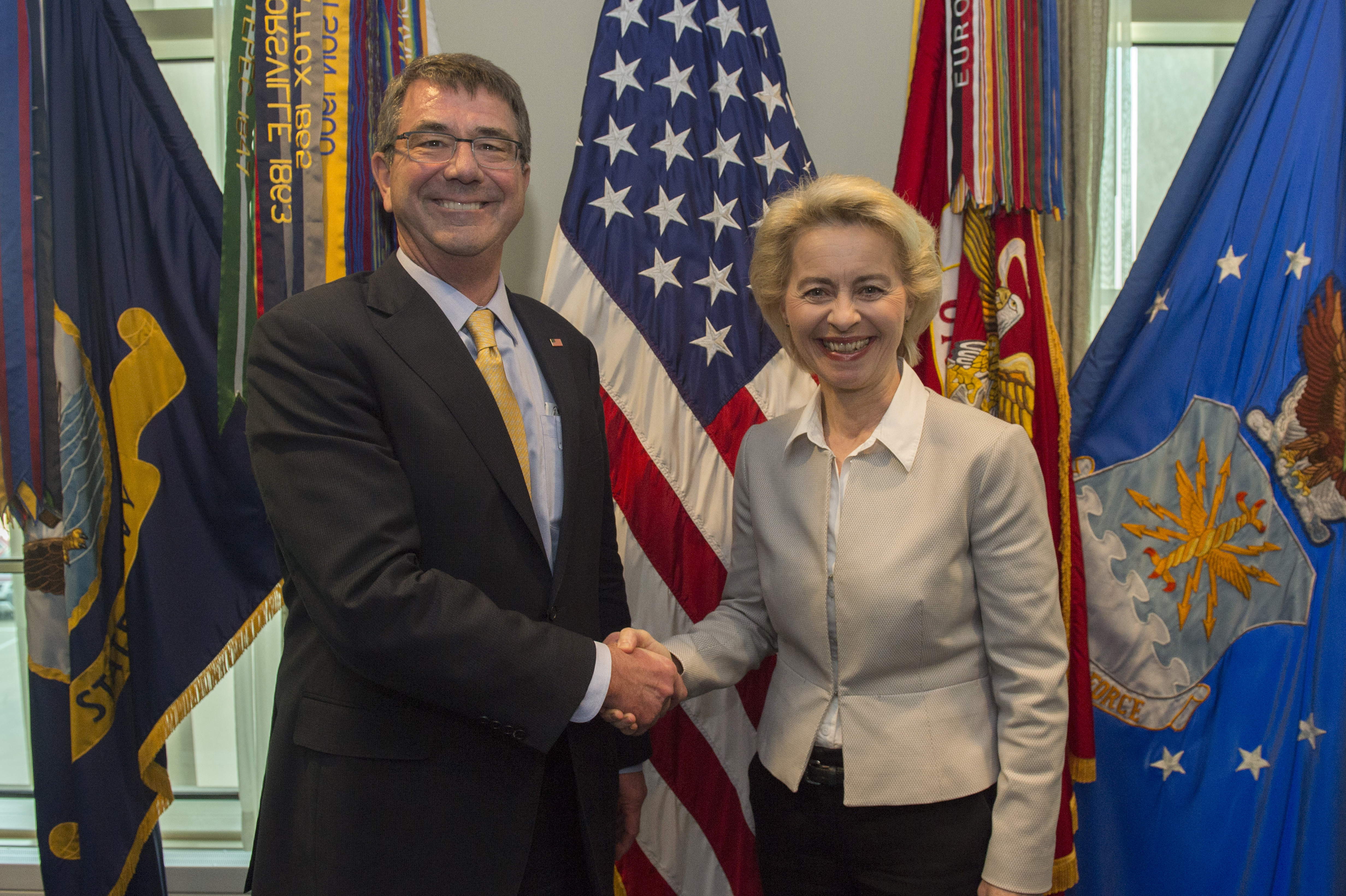
ドイツのウルズラ・フォン・デア・ライエン国防相と（2016年3月8日）

1954年9月24日にペンシルベニア州フィラデルフィアに誕生する。1976年にイェール大学で物理学と中世史を専攻して卒業後にローズ奨学金を得てイギリスのオックスフォード大学に留学し、1979年に理論物理学の博士号を取得して卒業した。その後、ハーバード大学ケネディ行政大学院科学・国際関係ベルファー・センターのグレアム・アリソンによれば「科学技術が国際関係・国際問題の推進力になり、ときにはその解決策ともなりうる」ことを見出し、防衛政策などに興味を持つようになる。
1980年からは連邦議会技術評価局・1981年からはアメリカ合衆国国防長官府でアナリストの職に就く。1982年から1984年まではマサチューセッツ工科大学CISのリサーチフェロー・その後1984年にハーバード大学ケネディ行政大学院科学・国際関係センター（現在のベルファー科学国際問題センター。）助教授となり、1986年には同センター准教授・1988年には教授に昇進。1990年には同センターの所長に就任した。
1993年から1996年までウィリアム・J・ペリー国防長官の時代に国防次官補（国際安全保障政策担当）を務め、特に1994年の第1次北朝鮮核危機ではその対応において中心的な役割を果たした。
政権から離れていた2006年にワシントン・ポスト紙にペリー元国防長官と共同で"If Necessary, Strike and Destroy（必要なら、攻撃し破壊せよ）"と題する論文を寄稿し、北朝鮮に対する先制攻撃論を主張した 。
2009年4月27日から2011年10月5日まで国防次官（調達・技術・兵站担当）、2011年10月6日から2013年12月3日までは国防副長官を務めた。2014年12月5日にオバマ大統領より国防長官に指名され、2015年2月17日に連邦議会での承認を経て、正式に第25代アメリカ合衆国国防長官に就任した。
2019年5月21日、日本国政府より旭日大綬章を受章。
2022年10月24日、心臓疾患のため死去。68歳没。

## 人物
クリントン政権での上司に当たるペリー元国防長官はカーターについて、「タカ派とは言わないが、アメリカの力で何ができるかについてはかなり強気で人に讓らないところがあり、適切だと判断した場合はその力の行使も辞さないだろう」と述べている。

## 栄典
アメリカ合衆国: 大統領自由勲章- （2025年没後受章）